# Ambrosi Hoffmann
Ambrosi Hoffmann (Davos, 22 marzo 1977) è un ex sciatore alpino svizzero specialista delle prove veloci (discesa libera e supergigante), vincitore di una medaglia olimpica e della Coppa Europa nel 2000-2001.

## Biografia

### Stagioni 1995-2001
Hoffmann, attivo in gare FIS dal dicembre del 1994, esordì in Coppa Europa il 10 dicembre 1995 in Val Gardena, piazzandosi 17º in discesa libera, e ottenne il primo risultato importante della carriera nel febbraio del 1996, quando si laureò campione del mondo juniores nella discesa libera nella rassegna iridata giovanile di Hoch-Ybrig. Grazie a questo successo pochi giorni dopo, il 6 marzo, poté fare anche il suo esordio in Coppa del Mondo nella discesa libera di Lillehammer Kvitfjell, che non portò a termine.
In Coppa Europa ottenne il primo podio il 19 dicembre 1996 a Haus in discesa libera (2º) e la prima vittoria il 1º marzo 1997 a Sankt Moritz nella medesima specialità; continuò a gareggiare prevalentemente nel circuito continentale fino alla stagione 2000-2001, quando vinse sia il trofeo generale, sia la classifica di discesa libera. Quell'anno ottenne quattro vittorie (tra le quali l'ultima di Hoffmann in Coppa Europa, a Les Orres il 2 febbraio in supergigante) e dieci podi complessivi (l'ultimo il 14 marzo a Piancavallo, ancora in supergigante).

### Stagioni 2002-2006
Ai suoi primi Giochi olimpici invernali, Salt Lake City 2002, si piazzò 8º nella discesa libera; poco più tardi, il 6 marzo 2002, conquistò il primo podio in Coppa del Mondo, classificandosi 2º nella discesa libera di Altenmarkt-Zauchensee. Questo risultato rimase il migliore nella carriera di Hoffmann nel massimo circuito internazionale.
Esordì ai Campionati mondiali a Sankt Moritz 2003, dove fu 7º nella discesa libera, 4º nel supergigante e 10º nello slalom gigante. Due anni dopo, nella rassegna iridata di Bormio/Santa Caterina Valfurva 2005, si classificò 8º nella discesa libera e 12º nel supergigante, mentre ai XX Giochi olimpici invernali di Torino 2006, oltre al 17º posto ottenuto nella discesa libera, colse nel supergigante il risultato più prestigioso della carriera: la medaglia di bronzo conquistata piazzandosi alle spalle di Kjetil André Aamodt e Hermann Maier.

### Stagioni 2007-2012
Ai Mondiali di Åre 2007 fu 5º nella discesa libera, mentre a quelli di Val-d'Isere 2009 si piazzò 17º nella discesa libera e non concluse il supergigante. Il 19 dicembre 2009 ottenne in Val Gardena il suo ultimo podio in Coppa del Mondo, piazzandosi 3º nella discesa libera della Saslong; ai successivi XXI Giochi olimpici invernali di Vancouver 2010, suo congedo olimpico, arrivò 23º nella discesa libera.
Ai Mondiali di Garmisch-Partenkirchen 2011, sua ultima presenza iridata, si classificò 10º nella discesa libera; si ritirò al termine della stagione seguente e disputò la sua ultima gara in Coppa del Mondo, nonché ultima gara in carriera, nella stessa località del suo esordio in Coppa del Mondo, Lillehammer Kvitfjell, piazzandosi 31º in supergigante.

## Palmarès

### Olimpiadi
- 1 medaglia:
  - 1 bronzo (supergigante a Torino 2006)

### Mondiali juniores
- 1 medaglia:
  - 1 oro (discesa libera a Hoch-Ybrig 1996)

### Coppa del Mondo
- Miglior piazzamento in classifica generale: 16º nel 2004
- 6 podi:
  - 1 secondo posto
  - 5 terzi posti

### Coppa Europa
- Vincitore della Coppa Europa nel 2001
- Vincitore della classifica di discesa libera nel 2001
- 14 podi:
  - 5 vittorie
  - 5 secondi posti
  - 4 terzi posti

#### Coppa Europa - vittorie
| Data             | Località     | Paese    | Specialità |
| ---------------- | ------------ | -------- | ---------- |
| 1º marzo 1997    | Sankt Moritz | Svizzera | DH         |
| 19 dicembre 2000 | Sankt Moritz | Svizzera | DH         |
| 20 dicembre 2000 | Sankt Moritz | Svizzera | DH         |
| 21 dicembre 2000 | Sankt Moritz | Svizzera | SG         |
| 2 febbraio 2001  | Les Orres    | Francia  | SG         |

Legenda:

DH = discesa libera

SG = supergigante

### Campionati svizzeri
- 5 medaglie[1]:
  - 2 argenti (discesa libera nel 2001; supergigante nel 2008)
  - 3 bronzi (discesa libera nel 1998; combinata[senza fonte] nel 2001; supergigante nel 2007)